# Улица Бориса Гринченко (Киев)
Улица Бори́са Гринче́нко (укр. вулиця Бориса Грінченка) — улица в Шевченковском районе Киева. Пролегает от Майдана Незалежности до Прорезной улицы.
Улица возникла в 50-х годах XX века и называлась Новопушкинской. Современное название в честь писателя Бориса Гринченко — с 1988 года.

## Учреждения
- Центральная научно-техническая библиотека пищевой и перерабатывающей промышленности Украины (д. № 1)
- Государственный департамент продовольствия Минагрополитики Украины (д. № 1)
- Государственная комиссия по регулированию рынков финансовых услуг Украины (д. № 3)
- Национальный депозитарий Украины (д. № 3)
- Национальный союз архитекторов Украины (д. № 7)